# Јован Ђого
Јован Ђого (Обаљ, код Калиновика, 8. фебруар 1956 — Београд, 17. август 2008) је био пуковник Војске Републике Српске.

## Биографија
Основну школу завршио је у Калиновику, Војну гимназију 1975. у Мостару, а Ваздухопловну војну академију 1978. у Задру. У ЈНА службовао је у гарнизонима Сарајево (1978-1987; 1989-1991) и Ужице (1987-1989). Службу у ЈНА завршио је на дужности командира чете за управљање у 58. батаљону ВОЈИН-а. У ВРС био је од њеног оснивања до рањавања, 1993. године, на дужности референта за јединице ВОЈИН-а у команди ВиПВО. Након лијечења прешао је у Биро Републике Српске у Београду, гдје је био стручни сарадник до одласка у пензију, 2002. године.
У јануару 2006. године је ухапшен као кординатор групе људи из војних структура које су годинама штитили и сакривали генерала Ратко Младић од хапшења и изручења Хашком трибуналу. За ово је оптужен и судило му се пред Другим општинским судом у Београду.
Боловао је од рака панкреаса. Преминуо је 17. августа 2008, а сахрањен је 19. августа 2008 на београдском гробљу Лешће.

## Одликовања
У ЈНА је одликован: 
- Медаља за војне заслуге (1985).